# هیپیاس
هیپیا الیسی (به یونانی: Ἱππίας) (هیپیاس) از سوفسطاییان متأخر بود. هیپیا بیشتر به خاطر تنوع و کثرت اطلاعاتش از تاریخ و ادبیات تا موسیقی، ستاره‌شناسی و ریاضیات شهرت یافته بود. افلاطون در دو رسالهٔ هیپیای بزرگ و کوچک به طرح و نقد افکار او پرداخت.
روایات معدودی از او باقی مانده‌است. یکی اینکه زمانی برای تماشا به یکی از المپیک‌های ورزشی یونانیان می‌رود، در آن جا به این خاطر که تمام لباس‌هایش را خود دوخته بوده به خود می‌بالیده‌است. و دیگر این جمله که افلاطون در رسالهٔ پروتاگور به نقل از هیپیا ذکر کرده است که «قانون فرمانروای مستبد آدمیان است، زیرا آنها را وادار می‌کند که بسی کارها بر ضد طبیعت انجام دهند.»